# Сванте Август Арреніус
Сва́нте Август Арре́ніус (швед. Svante August Arrhenius; 19 лютого 1859, маєток Вейк, неподалік від Уппсали — 2 жовтня 1927, Стокгольм) — шведський фізик, хімік та астрофізик; професор Стокгольмського університету, потім директор Нобелівського інституту в Стокгольмі; автор теорії електролітичної дисоціації; сформулював основні положення хімічної кінетики; висунув теорію виникнення життя на Землі (теорія панспермії); член Стокгольмської Академії Наук; лауреат Нобелівської премії з хімії 1903 року.

## Біографія
Він був другим сином Кароліни Христини (Тунберг) і Сванте Густава Арреніуса, управителя маєтку Вейк, племінником ботаніка і агронома Юхана Петтера Арреніуса. Пращури Арреніуса були фермерами. Через рік після народження сина сім'я переїхала в Уппсалу, де С. Г. Арреніус увійшов до складу ради інспекторів Уппсальского університету. Ще в дитинстві Сванте Арреніус додавав числа в звітах, які складав його батько, а відвідуючи кафедральне училище в Уппсалі, виявив виняткові здібності до біології, фізики і математики. 
1876 — вступив до Уппсальського університету, де вивчав фізику, хімію і математику.
1878 — здобув ступінь бакалавра природничих наук. Проте продовжував вивчення фізики в Уппсальському університеті протягом трьох наступних років.
1881 — переїхав у Стокгольм, продовжував дослідження у галузі електрики під керівництвом Еріка Едлунда у Шведській королівській академії наук.
Провадив дослідження в галузях астрономії і астрофізики, висунув ідеалістичну теорію про вічність живої речовини та про походження життя на Землі від зародків, занесених з інших планет. Ця гіпотеза склала основу докторської дисертації Арреніуса, що він її 1884 року подав до захисту в Уппсальському університеті. У той час, проте, багато вчених сумнівалися в тому, що в розчині можуть співіснувати протилежно заряджені частки, і рада факультету оцінила його дисертацію за IV класом — надто низько, щоб він міг бути допущений до читання лекцій. Також є першовідкривачем парникового ефекту, що лежить в основі сучасних змін клімату.
Нітрохи не збентежений цим, не тільки опублікував отримані результати, але і розіслав копії своїх тез цілому ряду провідних європейських учених, включаючи знаменитого німецького хіміка Вільгельма Оствальда. Оствальд так зацікавився цією роботою, що відвідав Арреніуса в Упсалі і запросив його попрацювати у своїй лабораторії в Ризькому політехнічному інституті. Арреніус відхилив пропозицію, проте підтримка Оствальда сприяла тому, що він був призначений лектором Упсальского університету. Арреніус займав цю посаду протягом двох років.
1886 — став стипендіатом Шведської королівської академії наук, що дозволило йому працювати і проводити дослідження закордоном. Протягом наступних 5 років він працював у Ризі з Оствальдом, у Вюрцбурзі з Фрідріхом Кольраушем (тут він зустрівся з Вальтером Нернстом), у Грацькому університеті з Людвігом Больцманом і в Амстердамському — із Якобом Вант-Гоффом. Повернувшись до Стокгольму 1891 року, почав читати лекції з фізики в місцевому університеті, а в 1895 році дістав там посаду професора.
1897 — посів посаду ректора Стокгольмського університету.
Протягом усього цього часу продовжував розробляти свою теорію електролітичної дисоціації, а також вивчати осмотичний тиск. (Осмотичний тиск є механізмом прагнення двох різних розчинів по два боки мембрани до встановлення певної рівноважної концентрації, не обов'язково однакової). Вант-Гофф висловив осмотичний тиск формулою PV = iRT, де Р позначає осмотичний тиск речовини, розчиненої в рідині; V — об'єм; R — тиск будь-якого присутнього газу; Т — температуру і i — коефіцієнт, що для газів часто дорівнює 1, а для розчинів, що містять солі, — більший від 1. Вант-Гофф не міг пояснити, чому змінюється значення i, а робота Арреніуса допомогла йому показати, що цей коефіцієнт може бути пов'язаний із числом іонів, що перебувають у розчині.
1903 — здобув Нобелівську премію з хімії, «як факт визнання особливого значення його теорії електролітичної дисоціації для розвитку хімії». Виступаючи від імені Шведської королівської академії наук, Х. Р. Тернеблад підкреслив, що теорія іонів Арреніуса заклала якісну основу електрохімії, «дозволивши застосовувати до неї математичний підхід». 
|  | Одним із найважливіших результатів теорії Арреніуса — сказав Тернеблад, — є завершення колосального узагальнення, за який перша Нобелівська премія з хімії була присуджена Вант-Гоффу. |

Вчений із широким діапазоном інтересів, Арреніус проводив дослідження в багатьох галузях фізики: опублікував статтю про кульові блискавки (1883), вивчав вплив сонячної радіації на атмосферу, шукав пояснення таким кліматичним змінам, як льодовикові періоди, намагався застосувати фізико-хімічні теорії до вивчення вулканічної активності. У 1901 році разом із декількома своїми колегами він підтвердив гіпотезу Джеймса Клерка Максвелла про те, що космічна радіація натискає на частки. Арреніус продовжив вивчення проблеми і, використовуючи це явище, почав спробу пояснити природу північного полярного сяйва і сонячної корони. Він також припустив, що в космічному просторі завдяки тиску світла можуть переноситися спори й інше живе насіння. У 1902 році почав дослідження в галузі імунохімії — науки, що не переставала цікавити його протягом багатьох років.
Після того як у 1905 р. Арреніус вийшов у відставку, залишивши Стокгольмський університет, він був призначений директором фізико-хімічного Нобелівського інституту в Стокгольмі і залишався на цій посаді до кінця життя.
1905 — передбачив можливість глобального потепління через викид діоксиду карбону при спалюванні палива.
1894 — одружився з Софією Рудбек. У них народився син. Проте два роки опісля шлюб розпався. У 1905 році він одружився з Марією Йоганссон, яка народила сина і двох дочок.

## Нагороди
Має багато нагород і титулів, серед яких:
- медаль Деві Лондонського королівського товариства (1902),
- перша медаль Вілларда Гіббса Американського хімічного товариства (1911),
- медаль Фарадея Британського хімічного товариства (1914).

Був членом Шведської королівської академії наук, іноземним членом Лондонського королівського товариства і Німецького хімічного товариства.
Визнаний гідним почесних ступенів багатьох університетів, у тому числі Бірмінгемського, Единбурзького, Гайдельберзького, Лейпцизького, Оксфордського і Кембриджського.